# Río Vez
El río Vez es un río del noroeste de la península ibérica que discurre al pie de la sierra de Suazo en el Parque Nacional de Peneda-Gerês, Portugal. 

## Curso
Este río atraviesa la tierra de Arcos de Valdevez donde se celebró el famoso Torneo de Arcos de Valdevez, que está en el origen de la independencia de Portugal. Es el principal afluente del río Limia, por la margen derecha.
Las aguas de este río son ricas en truchas, hecho que atrae a muchos aficionados durante la temporada de pesca. Debido al elevado número de practicantes y la demanda del río Vez, se estableció la Zona Reservada de Pesca Río Vez (Portaria nº 104/2001 de 29 de enero).
Pertenece a la cuenca del río Liima ya la región hidrográfica Minho y Lima.
Tiene una longitud aproximada de 36 km y un área de cuenca de aproximadamente 263,3 km².

## Afluentes
Desde el nacimiento hasta la desembocadura, estos son los afluentes más importantes del río Vez:
- Río de Cabreiro
- Ribeiro de Frades
- Ribeiro de São Mamede
- Río Ázere
  - Ribeira de Porto Avelar
- Río Frío